# Bright Star Catalogue
O Bright Star Catalogue, também conhecido como Yale Catalogue of Bright Stars ou Yale Bright Star Catalogue é um catálogo de estrelas, no qual estão listadas todas as 9110 estrelas de magnitude aparente menor ou igual a 6,5 — o que corresponde aproximadamente às estrelas visíveis a olho nu.
Está actualmente disponível online na sua quinta edição, compilada a partir de diversas fontes. Apesar de a abreviatura do catálogo ser BS ou YBS, citações de estrelas indexadas neste catálogo usam o termo HR antes do número de catálogo, devido ao catálogo que o precedeu, o Harvard Revised Photometry Catalogue, pelo Harvard College Observatory.